# Mellicta melanodes
Mellicta melanodes är en fjärilsart som beskrevs av Lambert-Joseph-Louis Lambillion 1910. Mellicta melanodes ingår i släktet Mellicta och familjen praktfjärilar. Inga underarter finns listade i Catalogue of Life.